# フトモモ科
フトモモ科（フトモモか、Myrtaceae）は、真正双子葉植物に属する科で、すべて木本、3000種以上からなり、130–150属に分けられる。金平 (1933) や 牧野 (1940) はテンニンカ（Rhodomyrtus tomentosa）から取ってテンニンクワ科(旧仮名遣)としている。
大部分が世界の熱帯・亜熱帯に分布し、特に東南アジアからオーストラリアにかけてと南米に多い。日本ではアデクが亜熱帯地域（南西諸島や小笠原諸島）に自生し、小笠原諸島には固有のムニンフトモモとヒメフトモモがある。
利用価値のあるものとしては、ユーカリのほか、熱帯果樹のグアバ、レンブ、フトモモ、フェイジョア、ジャボチカバ、ピタンガなど、香辛料のチョウジ（クローブ）、オールスパイスなどのほか、鑑賞用に栽培されるギンバイカ（ミルテ）、ギョリュウバイ、テンニンカやブラシノキを含む。
精油を含み香りのよいものが多い。花は両性で放射相称。花弁は5または4枚、大きく美しいものもあるが、退化してなくなったものもある。長い雄蕊が多数あって、花弁よりむしろ目立つことが多い。葉は常緑で多くは全縁（縁に鋸歯がない）。子房下位で、果実は蒴果または液果。
これまで果実の特徴にもとづいて2つの亜科、Leptospermoideae と Myrtoideae に分類されてきた。蒴果をつける Leptospermoideae はユーカリ、ブラシノキ、ギョリュウバイなどを含み、特にオーストラリア付近に多く分布する。液果をつける Myrtoideae はギンバイカ（地中海沿岸原産）や、果樹・香辛料として利用される種類を含み、東南アジアと南米に多く分布する。ただし現在この分類は系統学的に再編されつつある。

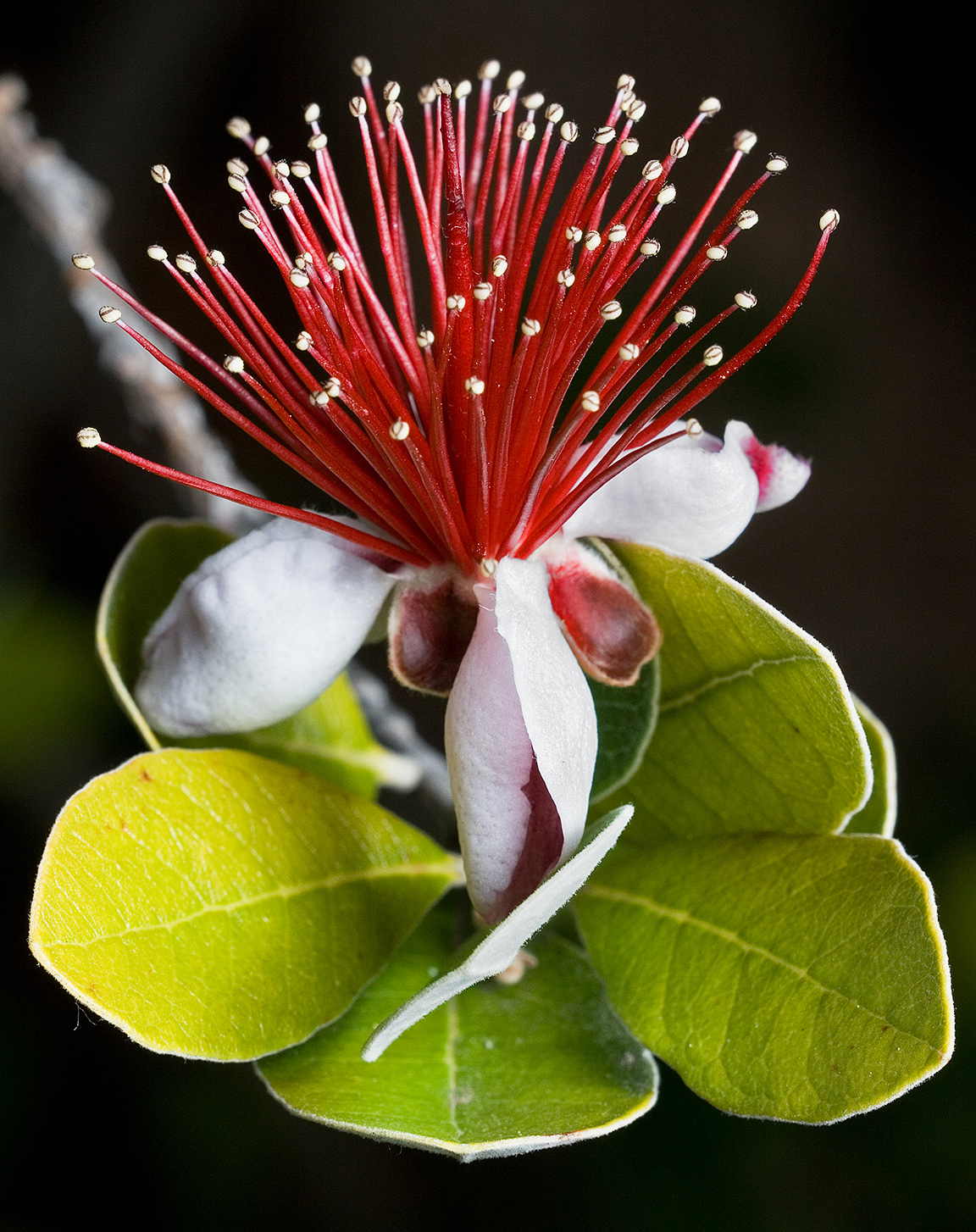
フェイジョアの花
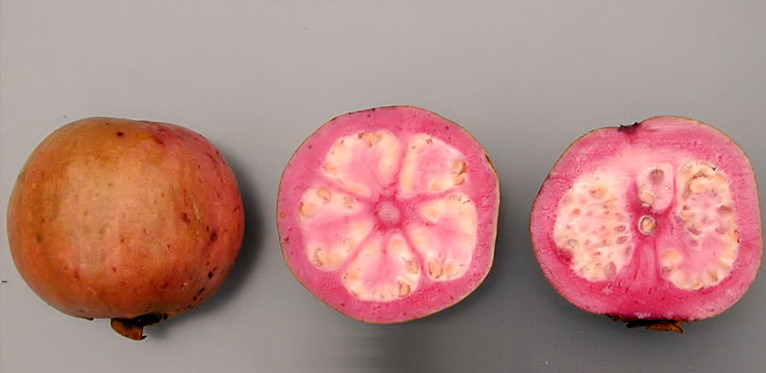
グアバの実
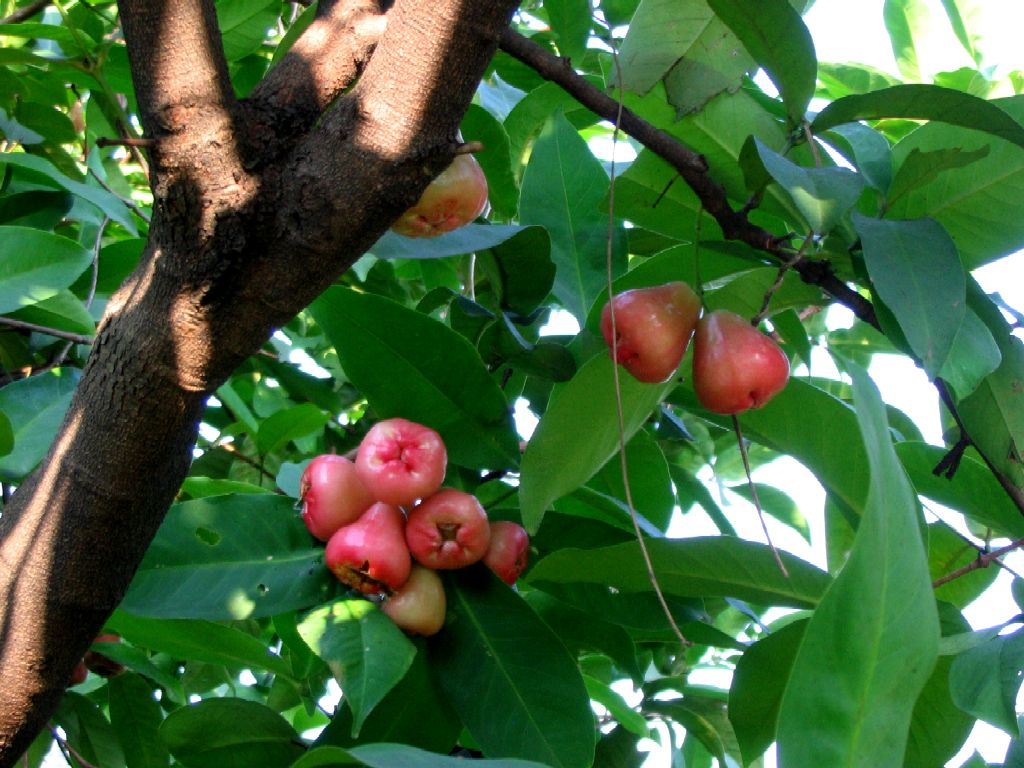
レンブの実

## おもな属
属名の後に種名を例示する。
- Leptospermoideae亜科
  - ブラシノキ属 Callistemon - ブラシノキ
  - ユーカリ属 Eucalyptus - ユーカリ
  - Kunzea - カヌカ（K. ericoides）
  - ギョリュウバイ属（ネズモドキ属）Leptospermum - ギョリュウバイ
  - コバノブラシノキ属（メラルーカ属）Melaleuca - ティーツリー（M. alternifolia）、シダレブラシノキ（M. viminalis）
- Myrtoideae亜科
  - Acca - フェイジョア
  - エウゲニア属 - Eugenia - ピタンガ
  - オガサワラフトモモ属（オオフトモモ属）Metrosideros - ムニンフトモモ（M. boninensis）、ポフトゥカワ（M. excelsa）、ハワイフトモモ、（ノーザン）ラタ（M. robusta）、サザンラタ（M. umbellata）
  - キブドウ属 Myrciaria - カムカム
  - ギンバイカ属 Myrtus - ギンバイカ
  - ピメンタ属（オールスパイス属） Pimenta - オールスパイス
  - Plinia - ジャボチカバ
  - バンジロウ属 Psidium - グアバ
  - テンニンカ属 Rhodomyrtus - テンニンカ
  - フトモモ属 Syzygium - フトモモ、チョウジ、アデク、ヒメフトモモ、レンブ